# Donald Knuth
Donald Ervin Knuth (Milwaukee, 10 gennaio 1938) è un informatico statunitense.
Rinomato studioso di matematica (soprattutto di conoscenze che ora sono confluite nell'informatica), è professore emerito presso la Stanford University.

## Biografia
Nasce a Milwaukee da Ervin Henry Knuth e Louise Marie Bohning, americani d'origine tedesca.Knuth (nome di origine norrena, ma pronunciato dagli anglofoni [kəˈnuːθ]) è conosciuto soprattutto per essere l'autore di The Art of Computer Programming (in italiano "L'arte della programmazione"), un'importante monografia sugli algoritmi e la relativa analisi.
Knuth è appunto considerato il padre del campo di studio che studia in maniera rigorosa la parte algoritmica della teoria della complessità e ha dato fondamentali contributi in svariati rami dell'informatica teorica. Ha contribuito infatti con la sua analisi comparativa dei due algoritmi usati ("first fit" e "best fit") per la frammentazione esterna della memoria segmentata dei calcolatori, dimostrando che l'algoritmo "first fit" risulta essere migliore in termini di prestazioni complessive rispetto al "best fit".
È inoltre il creatore del sistema di composizione tipografica TEX e del sistema per il disegno di font METAFONT.
Knuth è stato anche il precursore del concetto di literate programming, traducibile come "programmazione alfabetizzata" o "colta", uno stile di programmazione nel quale il programma è illustrato usando una lingua storico-naturale (per esempio, l'italiano) intervallata da stralci di codice, sovvertendo la prassi di usare solo brevi commenti al codice.

## Studi e carriera accademica
Nato a Milwaukee, nel Wisconsin, conseguì la laurea in matematica presso il Case Institute of Technology, ora conosciuto come Case Western Reserve University. Nel 1963, sotto la supervisione di Marshal Hall, ottenne un dottorato in matematica al California Institute of Technology, dove iniziò a lavorare come associato. Dopo aver ricevuto l'incarico di scrivere un libro sui compilatori, si dedicò alla scrittura di quella che si sarebbe estesa a un'opera in più volumi, destinata a divenire un classico dell'algoritmica, The Art of Computer Programming.
Accettò di lavorare per la National Security Agency, attraverso la divisione di ricerca nel campo delle telecomunicazioni dell'Institute for Defense Analyses (ICA) ubicata presso il campus della Stanford University. Nel 1968 entrò alla facoltà presso la Stanford University. Nel 1971 Knuth fu il destinatario del primo Grace Murray Hopper Award dell'Association for Computing Machinery (ACM). Ricevette altri vari premi tra cui il Turing Award, la National Medal of Science, il John von Neumann Medal e il Premio Kyōto. Dal 1992 divenne socio straniero dell'Académie des sciences di Parigi e nel 2003 fu eletto alla Royal Society.
Nel 1992, Knuth si ritirò dall'impegno regolare di ricerca e insegnamento presso la Stanford University al fine di dedicarsi all'opera The Art of Computer Programming, di cui, al 2004, sono stati pubblicarti i primi 3 volumi. Knuth sta ora lavorando al quarto, di cui periodicamente pubblica fascicoli sul proprio sito web. Nel frattempo, Knuth tiene lezioni informali, poche volte all'anno, presso la Stanford University, che lui chiama Computer Musings (letteralmente, "meditazioni assorte sui computer").
A riconoscimento dei suoi contributi nel campo dell'informatica, nel 1990 Knuth fu insignito con il singolare titolo accademico di Professore nell'arte della programmazione, poi riveduto in Professore emerito nell'arte della programmazione.

## Umorismo informatico
Oltre che come famoso programmatore, Knuth è conosciuto per il suo umorismo informatico:
- Paga un premio di 2,56 dollari per ogni errore scoperto nei suoi libri, perché "256 penny sono un dollaro esadecimale".  (La sua generosità per gli errori di stampa nel libro 3:16 Bible Texts Illuminated, è stata di 3,16 dollari). Nella maggioranza dei casi gli assegni non vengono riscossi, ma conservati come simbolici "trofei".
- I numeri di versione del suo software TEX si avvicinano al numero pi greco; dopo la versione 3, i valori man mano assegnati sono stati 3.1, 3.14, 3.141 e così via. I numeri di versione di Metafont si avvicinano al numero e in maniera simile al precedente. Ha pubblicamente affermato che alla sua morte tutti gli eventuali bug ancora presenti saranno promossi a funzionalità, mentre le versioni saranno cristallizzate a π ed e.
- Una volta avvisò gli utenti del suo software, "Badate ai bug nel codice suddetto; io ho solo dimostrato che è corretto, non l'ho provato."[5]

Oltre ai suoi scritti di informatica, Knuth è anche l'autore di 3:16 Bible Texts Illuminated (1991), ISBN 0-89579-252-4, nel quale cerca di esaminare la Bibbia tramite un processo di "campionamento casuale stratificato", vale a dire un'analisi del capitolo terzo, versetto sedicesimo di ogni libro. Ogni verso è accompagnato da un'interpretazione calligrafica: l'analisi è fornita da un gruppo di calligrafici capeggiati da Hermann Zapf.
Knuth pubblicò il suo primo articolo "scientifico" su un periodico scolastico nel 1957 con il titolo "Potrzebie Sistemi di peso e misura". In esso, definì le unità fondamentali di lunghezza con lo spessore del n. 26 della rivista Mad Magazine, e denominò l'unità fondamentale di misura della forza come "whatmeworry" ("chemmimporta", l'intercalare tipico di MAD). La rivista MAD magazine acquistò l'articolo e lo pubblicò nel numero di giugno del 1957.

## Vita privata
Tra le passioni di Knuth vi è anche la musica. In particolare, ama suonare l'organo a canne, di cui possiede un esemplare installato nella propria abitazione, anche se Knuth non rivendica a sé alcun particolare talento con tale strumento. Knuth non usa più l'e-mail da molti anni: dice di averla utilizzata dal 1975 fino al 1º gennaio 1990, un periodo che gli è stato sufficiente per un'intera vita. Trova più efficiente rispondere alla corrispondenza a "lotti" ("batch processing"), un giorno ogni tre mesi esamina la corrispondenza e risponde tramite posta ordinaria.
È sposato con Jill Knuth, che ha pubblicato un libro sulla liturgia. La coppia ha avuto due figli.

## Premio Knuth
Al suo nome è intitolato il Premio Donald E. Knuth, conferito ogni anno e mezzo, dal 1996, a uno studioso che abbia dato contributi di rilievo ai fondamenti dell'informatica.

## Interviste, domande e risposte
- (EN) Computer Literacy, 1993 (PDF), su literateprogramming.com. URL consultato il 27 dicembre 2004 (archiviato dall'url originale il 25 febbraio 2005).
- (EN) TUG Florida, 1995 (PDF), su tug.org.
- (EN) Dr. Dobb's Journal, 1996 (PDF), su ntg.nl.
- (EN) AW Innovations, 1996, su awl.com. URL consultato il 1º maggio 2019 (archiviato dall'url originale il 5 dicembre 1998).
- (EN) Czech TUG, 1996 (PDF), su bulletin.cstug.cz.
- (EN) Amsterdam, 1996 (PDF), su ntg.nl.
- (EN) Byte, 1996, su literateprogramming.com.
- (EN) Amazon, 1997, su amazon.com.
- (EN) Boston ACM, 1999, su technetcast.ddj.com.
- (EN) Technology Review, 1999, su technologyreview.com. URL consultato il 1º maggio 2019 (archiviato dall'url originale il 13 settembre 2006).
- (EN) U.K. TUG, 1999 (PDF), su tug.org.
- (EN) salon.com, 1999, su salon.com. URL consultato il 27 dicembre 2004 (archiviato dall'url originale il 6 ottobre 2008).
- (EN) Advogato, 2000 (PDF), su tug.org.
- (EN) AMS, 2001 (PDF), su ams.org.
- (EN) Geek Celebs, 2001, su geekchic.com. URL consultato il 27 dicembre 2004 (archiviato dall'url originale il 29 dicembre 2004).
- (EN) Oslo, 2002 (PDF), su tug.org.
- (DE) c't, 2002, su heise.de.